# Billy Cundiff
(en) Statistiques sur pro-football-reference
William Ambrose Cundiff, dit Billy Cundiff, (né le 30 mars 1980 à Valley Center en Californie) est un sportif professionnel américain de football américain ayant joué au poste de kicker dans la National Football League (NFL) pendant quatorze saisons.

## Biographie

### Carrière universitaire
Cundiff a joué au niveau universitaire dans la NCAA Division I FCS pendant quatre saisons (1992001) pour l'équipe des Bulldogs de l'université Drake où il a battu cinq records de la conférence Pioneer Football League (PFL) dont ceux du plus grand nombre de points inscrits en carrière (284), du plus grand nombre de field goals réussis (49) et du plus grand nombre de conversions de touchdown (137). Il a inscrit huit field goals de plus de 50 yards durant sa carrière universitaire avec les Bulldogs, dont celui du record de sa conférence de 62 yards lors de son année junior en 2000 contre les Toreros de San Diego. Il joue également avec parcimonie pour l'équipe de basket-ball de Drake, en partie parce que plusieurs membres de l'équipe avaient été déclarés inéligibles sur le plan académique.
Cundiff obtient son baccalauréat en biologie en 2003 et le 12 février 2012, il se voit décerner le Drake Double D Award, la plus haute distinction pour un étudiant athlète de l'université Drake.

### Carrière professionnelle
Non sélectionné lors de la draft 2002 de la NFL, Cundiff est néanmoins engagé par la franchise des Cowboys de Dallas en 2002. Il y joue jusqu'en 2005 où il rejoint les Saints de La Nouvelle-Orléans. Il joue ensuite pour plusieurs équipes, mais seulement en inter saison ou en équipe d'entraînement (practice squad). En 2009, Cundiff se lie avec les Browns de Cleveland où il ne reste pas un an avant de joindre les Ravens de Baltimore.
Le 22 janvier 2012, lors de la finale de conférence AFC perdue par les Ravens et qualificative pour le Super Bowl XLVI, Cundiff rate un field goal de trente-deux yards à onze secondes de la fin du match empêchant son équipe d'égaliser 23 à 23 contre les Patriots de la Nouvelle-Angleterre,.

## Statistiques
| Année  | Équipe                        | MJ |        | Field goals | Field goals | Field goals | Field goals |         | Extra Points | Extra Points | Extra Points |      | Punt | Punt | Punt |
| Année  | Équipe                        | MJ | Tentés | Réussis     | %           | Long        | Tentés      | Réussis | %            | Tentés       | Yards        | Moy. |      |      |      |
| 2002   | Cowboys de Dallas             | 16 | 19     | 12          | 063,2       | 48          | 25          | 25      | 100,0        | -            | -            | -    |      |      |      |
| 2003   | Cowboys de Dallas             | 15 | 29     | 23          | 079,3       | 52          | 31          | 30      | 096,8        | 1            | 32           | 32,0 |      |      |      |
| 2004   | Cowboys de Dallas             | 16 | 26     | 20          | 076,9       | 49          | 31          | 31      | 100,0        | 1            | 34           | 34,0 |      |      |      |
| 2005   | Cowboys de Dallas             | 06 | 08     | 05          | 062,5       | 56          | 14          | 14      | 100,0        | 1            | 35           | 35,0 |      |      |      |
| 2006   | Saints de La Nouvelle-Orléans | 05 | 01     |             | -           | -           | -           | -       | -            | -            | -            | -    |      |      |      |
| 2009   | Browns de Cleveland           | 05 | 06     | 06          | 100,0       | -           | 04          | 04      | 100,0        | -            | -            | -    |      |      |      |
| 2009   | Ravens de Baltimore           | 07 | 17     | 12          | 070,6       | -           | 19          | 19      | 100,0        | -            | -            | -    |      |      |      |
| 2010   | Ravens de Baltimore           | 16 | 29     | 26          | 089,7       | 49          | 39          | 39      | 100,0        | -            | -            | -    |      |      |      |
| 2011   | Ravens de Baltimore           | 15 | 37     | 28          | 075,7       | 51          | 38          | 38      | 100,0        | -            | -            | -    |      |      |      |
| 2012   | Redskins de Washington        | 05 | 12     | 07          | 058,3       | 45          | 17          | 17      | 100,0        | -            | -            | -    |      |      |      |
| 2013   | Browns de Cleveland           | 16 | 26     | 21          | 080,8       | 51          | 32          | 32      | 100,0        | 1            | 34           | 34,0 |      |      |      |
| 2014   | Browns de Cleveland           | 13 | 29     | 22          | 075,9       | 52          | 28          | 28      | 100,0        | -            | -            | -    |      |      |      |
| 2015   | Bills de Buffalo              | 01 | -      | -           | -           | -           | -           | -       | -            | -            | -            | -    |      |      |      |
| Totaux | Totaux                        | 96 | 239    | 182         | 76,2        | 56          | 278         | 277     | 99,6         | 4            | 135          | 33,8 |      |      |      |